# IC 810
IC 810 ist eine linsenförmige Zwerggalaxie vom Hubble-Typ S0/a im Sternbild Jungfrau auf der Ekliptik, die schätzungsweise 7 Millionen Lichtjahre von der Milchstraße entfernt ist. Sie wird unter der Katalognummer VCC 1912 als Mitglied des Virgo-Galaxienhaufens gelistet.

Im selben Himmelsareal befinden sich u. a. die Galaxien NGC 4620, NGC 4640, IC 3643, IC 3663.
Das Objekt wurde am 6. Mai 1888 vom US-amerikanischen Astronomen Lewis Swift entdeckt.